# Rebeca Muaca
Rebeca Muaca é uma política angolana. Filiada à União Nacional para a Independência Total de Angola (UNITA), é deputada de Angola pela província de Lunda Sul desde 28 de setembro de 2017.
Muaca licenciou-se em pedagogia. De 2003 a 2005, presidiu a Liga da Mulher Angolana (LIMA) na Lunda Sul. Entre 2010 e 2017, foi presidente da LIMA provincial.